# Festivalul muzical „Vocaliza de toamnă”
Festivalul muzical "Vocaliza de toamnă" este un festival muzical, dedicat muzicii lui Serghei Rahmaninov. S-a desfășurat la Chișinău în perioada 24 septembrie- 8 octombrie 2010. A fost organizat de Filarmonica Națională "Serghei Lunchevici" din Chișinău. A întrunit 17 muzicieni (interpreți și dirijori) din Lituania, Olanda, Germania, Spania, Israel, Rusia, România și Moldova, care au evoluat împreună cu orchestra simfonică a Filarmonicii și capela corală "Doina". Au fost prezentate toate genurile din palmaresul componistic al compozitorului. "Vocaliza" este una dintre piesele reprezentative ale creației compozitorului, în care se regăsesc toate calitățile muzicii sale- cantabilitatea și melancolia, căldura și durerea sufletului uman, deznădejdea și speranța, dramatismul și exaltarea nemărginită. Parteneri media pe parcursul festivalului au fost Compania Publică Teleradio-Moldova, Televiziunea Jurnal TV și compania Moldcell. Organizatorul principal a fost Filarmonica Națională ”Serghei Lunchevici”. 

## Participanți
- Ghintaras Janusevicius- pianist, Lituania
- Mariana Izman- pianistă, Olanda
- Alexei Nabiulin- pianist, Rusia
- Raimonda Șeinfeld- piаnistă, Israel
- Anatolie Lapicus și Iurie Mahovici- duet de pianiști, Republica Moldova
- Marina Lobașeva- soprano, Rusia
- Vadim Zaplecnîi- tenor, Rusia
- Igor Tarasov- bariton, Rusia
- Aurelia Ciobanu- mezzo-soprano, Republica Moldova
- Valeriu Cojocaru- bas, Republica Moldova
- Duetul "Eight strings" (vioară, violoncel)
- Lidia Stratulat- pianistă, Spania
- Corneliu Dumbrăveanu- dirijor, Olanda
- Emil Maxim - dirijor, România
- Mihai Agafița- dirijor, Republica Moldova
- Mihail Secichin- dirijor, Republica Moldova
- Orchestra Simfonică a Filarmonicii "Serghei Lunchevici" din Chișinău
- Capela Corală Academică "Doina" din Chișinău, Republica Moldova